# Mikko Lundén
Pour les articles homonymes, voir Mikko et Lundén.
Mikko Markus Lundén (né le 14 novembre 1979 à Salo) est un homme politique finlandais.

## Biographie
Mikko Lundén est commerçant au K-Market de Somero.

## Carrière politique
Mikko Lundén est conseiller municipal de Salo, aux.
Aux élections municipales finlandaises de 2008 il est élu du parti de la coalition nationale avec 	117 voix, 
élections municipales finlandaises de 2012 il est élu sur la liste du parti des Finlandais avec 630 voix, aux élections municipales finlandaises de 2017 il est réélu avec 1008 voix et aux élections municipales finlandaises de 2021, il est réélu avec 1163 voix.
Mikko Lundén a été élu aux élections législatives finlandaises de 2019 avec 4 500 voix dans la circonscription de Finlande-Propre.
Il a été réélu aux élections législatives finlandaises de 2023 avec 5 301 voix.